# Issue-Tracking-System
Ein Issue-Tracking-System (ITS; Synonyme: Helpdesk-System, Serviceticket-System, Ticketing-System, Task-Tracking-System, Support-Ticketing-System, Trouble-Ticket-System, Request-Tracking-System (RTS), teilweise auch Fallbearbeitungssystem) ist eine Art von Software, um Empfang, Bestätigung, Klassifizierung und Bearbeitung von Kundenanfragen (Tickets bzw. Fälle) zu handhaben. Als Anfragen werden eingehende Kundenanrufe, E-Mails, Faxe und Ähnliches betrachtet.
Moderne Issue-Tracking-Systeme haben oft Schnittstellen zu anderen Systemen wie z. B. Kundendatenbanken.
Gemeinsam haben all diese Systeme die Möglichkeiten der Zuweisung eines Tickets an eine Funktionsstelle oder an eine Person innerhalb einer Funktionsstelle zur weiteren Bearbeitung bis zur Lösung (closed ticket). Mit dem Ticketsystem soll sichergestellt werden, dass keine Nachricht verloren geht und jederzeit ein Gesamtüberblick über die zu bearbeitenden Vorgänge möglich ist.

## Wichtige Funktionen
Die Anliegen der Anfragesteller können in verschiedene Dringlichkeitsstufen gemäß den Service Level Agreements (SLA) und den Operational Level Agreements (OLA) aufgeteilt werden, mit den dazugehörenden Eskalationsstufen – falls die SLA oder OLA nicht eingehalten werden.
Issue-Tracking-Systeme dienen dazu, den reibungslosen Ablauf der Aufgabenabwicklung zu erhalten oder wiederherzustellen.
Issue-Tracking-Systeme erfüllen verschiedene Funktionen, insbesondere
- Erfassung von Störungen und Fehlern und Anfragen (beispielsweise durch E-Mail Response Management Systeme)
- Verteilung und Zuordnung der Bearbeiter
- Überwachung der Bearbeitung und der Bearbeitungsdauer und -qualität
- Garantieren des Einhaltens interner Abläufe durch Zwangssteuerung über Workflows
- statistische Auswertung über das Ticketaufkommen
- automatisches Generieren von Tickets durch Alarm-Systeme wie z. B. eine Netzwerk-Überwachung
- Einhaltung von externen Service-Zusagen (Service Level Agreement)
- Systematisches Sammeln von Fragen und Antworten für FAQs

## Ticket
Als Ticket versteht man die elektronische Form eines Anliegens (das meist vom IT-Nutzer gemeldet wird).
Dies kann
- eine Störung (Incident)
- eine andere Anfrage (Service Request), wie z. B.
  - einen Änderungswunsch (Change Request, Request for Change)
  - eine informative Anfrage (Request for Information/Education)
  - eine Anfrage auf (Funktions-)Erweiterung (Request for Enhancement)

an den Servicedesk oder die Supporteinheiten (nach ITIL) enthalten.

### Daten eines Tickets
Beispiele zum Inhalt eines Tickets
- eindeutige (fortlaufende) Ticketnummer
- Ticket-Ersteller (Support, Anfrage)
- Zeitpunkt der Erstellung
- Personalien (Name, Telefonnummer, Adresse, Erreichbarkeit)
- Prioritätsstufe
- Dringlichkeit (Terminwünsche)
- Kategorie
- Problembeschreibung
- Problemlösung
- Übersicht der bisherigen Bearbeiter mit Zeitangaben
- Bearbeitungsstatus (offen, zugewiesen, in Arbeit, Wiedervorlage, gelöst)
- Betroffenes / gestörtes Asset (System, Gerät, PC, Drucker, Bildschirm, Programm usw.)

## Anwendungsbereiche
Fallbearbeitungssysteme (FBS) werden in unterschiedlichen Anwendungsbereichen verwendet. Beispiele sind:
- Anlaufstellen im Verwaltungssystem
- Technische Projekte

In der EDV wird ein FBS für Anpassungen, Erweiterungen, Fehlerbehebungen und den Systemtest eines Projektes verwendet. Gründe für den Einsatz eines FBS sind:
- die Qualität der gelieferten Tätigkeit zu verbessern
- den Prozess transparenter zu machen
- die Historie des Falles zu bewahren
- aus den Historien für die Zukunft Schlüsse zu ziehen und den Ablauf zu optimieren

Ein Ticket System ist außerdem teilweise Bestandteil einer Service Management Software oder einer Enterprise Resource Planning Software. Dabei kann das Ticket System auch beispielsweise im Bereich Projektmanagement eingesetzt werden, um Projektaufgaben zu delegieren und den Fortschritt zu überwachen. Um den einzelnen Tickets Mitarbeiter zuordnen zu können, sind oft auch Funktionen wie eine Ressourcenplanung sowie Plantafeln im Einsatz.

## Beispiel IT-Support

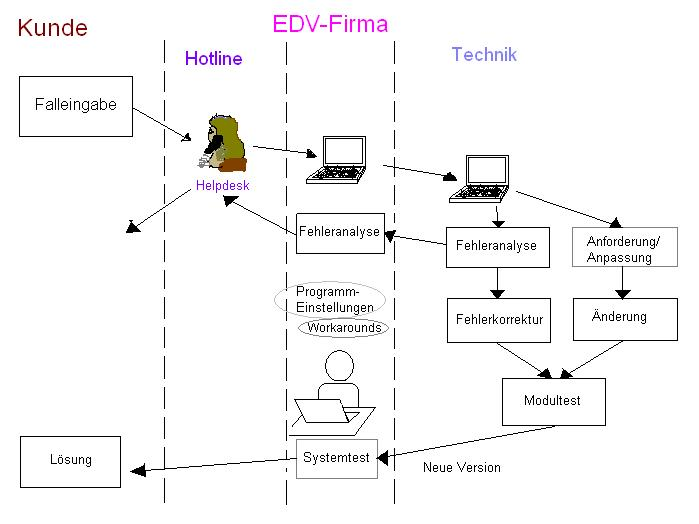
Fallbearbeitung in der EDV

In der Regel ist der Ablauf im Rahmen des Supports so, dass eine Anfrage bezüglich Anpassung, Änderung, Erweiterung oder Fehler vom Benutzer ins FBS eingegeben wird. Die Eingabe kann online oder durch Anrufen der Hotline erfolgen. In diesem Fall wird der Mitarbeiter der Hotline die Informationen ins System eingeben. Der Mitarbeiter findet in der Fehlerdatenbank eine Lösung für die Anfrage. Der Kunde nimmt die Lösung an, und der Fall wird geschlossen.
Ist dies nicht möglich, so wird seitens der Hotline der Fall als ein Storyboard veranschaulicht oder anderweitig festgehalten. Man verzichtet möglichst auf verbale Beschreibung, insbesondere bei Änderungen in komplexen Anwendungen. Denn das gesprochene Wort führt oft zu Missverständnissen zwischen dem fachkundigen Hotline-Mitarbeiter oder dem Kunden und dem technisch versierten, aber fachlich nicht so gut ausgebildeten Entwickler der Technik. Danach wird eine Fallanalyse von der Hotline durchgeführt. Möglicherweise ist das Problem durch eine Systemeinstellung oder Neuinstallation zu beheben.
Ist durch diesen Schritt das Problem nicht behoben, so geschieht die
- Übernahme der Technik: die technische Abteilung besteht auf der Fallstudie, welche die fachliche Anforderung in leicht verständlicher, eindeutiger Weise erklärt. Die Analyse kann gegebenenfalls eine übersehene oder neue Möglichkeit zur Problembehebung liefern, was in diesem Falle der Hotline mitgeteilt wird. Ist dies nicht der Fall oder kann die Hotline das Problem mit dem Vorschlag der Technik nicht in den Griff bekommen, kommt es meistens zur
- Codeänderung: hier wird eine Entwurfspezifikation gemacht. Handelt es sich nicht um einen Fehler, so muss der Kunde über die anfallenden Kosten (Aufwand) informiert werden. Nach der Codeänderung muss jeder Entwickler sein(e) Modul(e) testen, um dann das Ganze im System- oder Integrationstest zu verifizieren.
- Die Systemtestabteilung, welche oft identisch mit der Hotline ist, übernimmt nun den Fall, testet ihn mit realistischen Daten und gibt ihn bei Unstimmigkeiten an die Technik zurück. Ansonsten wird die Lösung des Falles durch die Kundenübergabe abgeschlossen.

## Vor- und Nachteile

### Vorteile
- Einheitliches System für Änderungsvorschläge, Erweiterungen und Fehlerbehandlungen vermeidet bürokratischen Aufwand.
- Automatische Meldung an Projektleiter, Entwickler/Wartungspersonal des Codeteils, Testabteilung und zuletzt an den Kunden, wenn der Fehler behoben wurde.
- Online-Überprüfung seitens des Projektleiters und des Kunden vom aktuellen Stand einer Anpassung/Erweiterung/Korrektur.
- Da das System nicht kundenspezifisch, sondern eine allgemeine Lösung für Projekte und Kunden darstellt, ist es schnell für eine individuelle Verwendung angepasst. Es ist somit eine kostengünstige, vereinheitlichte Lösung für die Fallbearbeitung.
- Durch die Transparenz des Ablaufes wird die Qualität der Arbeit deutlich verbessert.
- Vereinheitlichung der Abläufe: durch Analyse der Fallhistorien ist es möglich, die Abläufe der Organisation zu verbessern
- Meistens werden Kostenersparnisse durch die Vereinheitlichung und Verbesserung der Abläufe erreicht. Unnötige Schritte werden eliminiert und häufig Fehler verursachende Mitarbeiter neu eingeschult.
- Für eine eindeutige Kommunikation zwischen den Beteiligten kann eine eindeutige Bezeichnung, z. B. eine ID, vergeben werden.

### Nachteile
- Kosten: Das FBS wird in der Organisation selbst entwickelt und gewartet. Beim Kauf eines fertigen FBS sind dennoch laufende Kosten zu erwarten (Host-Rechner, Server, Infrastruktur, Administrator, Zeit zum Eingeben und Analysieren usw.).
- Erforderliche Schulung und Einarbeitung der Mitarbeiter und Kunden. Die damit verbundenen Kosten sind umso geringer, je benutzerfreundlicher die Anwendung ist, was allerdings den Entwurf aufwändiger macht und die Kosten für das System erhöht.

## Software
Bekannte Issue-Tracking-Systeme (Auswahl):
- BMC Remedy Action Request System (proprietär)
- Bugzilla (freie Software)
- Comindware Tracker (proprietär)
- FOSSIL (freie Software)
- GitLab
- HelpLine (proprietär)
- HP OpenView Servicedesk (proprietär)
- iTop (freie Software)
- Jira (proprietär)
- ManageEngine ServiceDesk Plus (proprietär)
- Mantis Bug Tracker (freie Software)
- OpenProject (freie Software)
- OTRS – Open Ticket Request System (proprietär)
- Phabricator (freie Software)
- Projektron BCS (proprietär)
- Redmine (freie Software)
- Request Tracker (freie Software)
- Roundup (freie Software) (Bugtracker)
- Trac (freie Software)
- Track+ (proprietär)
- USU Software (proprietär)
- Vantive System (proprietär)
- Youtrack (proprietär)
- Zammad (freie Software)
- Zendesk (proprietär)

## Rechtliche Aspekte
Durch den Einsatz von Issue-Tracking-Systemen in Unternehmen wird auch die Ermittlung der Arbeitsleistung einzelner Mitarbeiter und Teams grundsätzlich möglich – mit allen damit verbundenen arbeits- und datenschutzrechtlichen Implikationen. So könnten Issue-Tracking-Systeme zur Leistungs- und Verhaltenskontrolle von Mitarbeitern eingesetzt werden. Es ist auch zu prüfen, ob Mitarbeiter innerhalb einer Gruppe ihre Arbeit gegenseitig beobachten können. Die Buchautoren zum Open-Source-Programm Request Tracker erwähnen in diesem Zusammenhang den durch den Einsatz von Issue-Tracking-Systemen entstehenden „Gruppendruck“.
Wo betriebliche Mitbestimmung gilt, ist die Einführung und Anwendung solcher Werkzeuge ggf. mitbestimmungspflichtig (§ 87 Absatz 1 Nummer 6 Betriebsverfassungsgesetz). Der Einsatz kann dann mit Betriebsvereinbarungen geregelt werden, so z. B. im öffentlichen Dienst, wo es entsprechende Dienstvereinbarungen gibt. Aus der Anwendung ergibt sich beispielsweise die Möglichkeit einer Arbeitsverdichtung und einer Erhöhung der Fremdbestimmtheit der Arbeit. Aus diesem Grund kann eine Gefährdungsbeurteilung erforderlich sein.